# Герань гималайская
Гера́нь гимала́йская, или крупноцветко́вая (лат. Geranium himalayense) — вид многолетних, травянистых растений рода Герань (Geranium) семейства Гераниевые (Geraniaceae).

## Распространение и экология
Субальпийский и альпийский пояс гор Гималаев, Афганистан, Таджикистан, Тибет.
Высокотравные луга на склонах.
Гелиофит, ксеромезофит, мезотроф.

## Ботаническое описание
Корневищное растение с розеткой опушённых листьев. Высота 30—60 см.
Листья округлые, в диаметре до 10 см, пятичленные, с неравномерно рассечёнными лопастями.
Соцветие щитовидные.
Цветки ароматные, крупные, 4—5 см в диаметре, расположены по два на цветоносе, голубовато-фиолетовые с красноватыми жилками. На чашечке заметны три тёмные жилки.
Цветение начинается в конце мая и продолжается всё лето. Согласно другому источнику, цветёт с начала июня 25—30 дней.

## В культуре

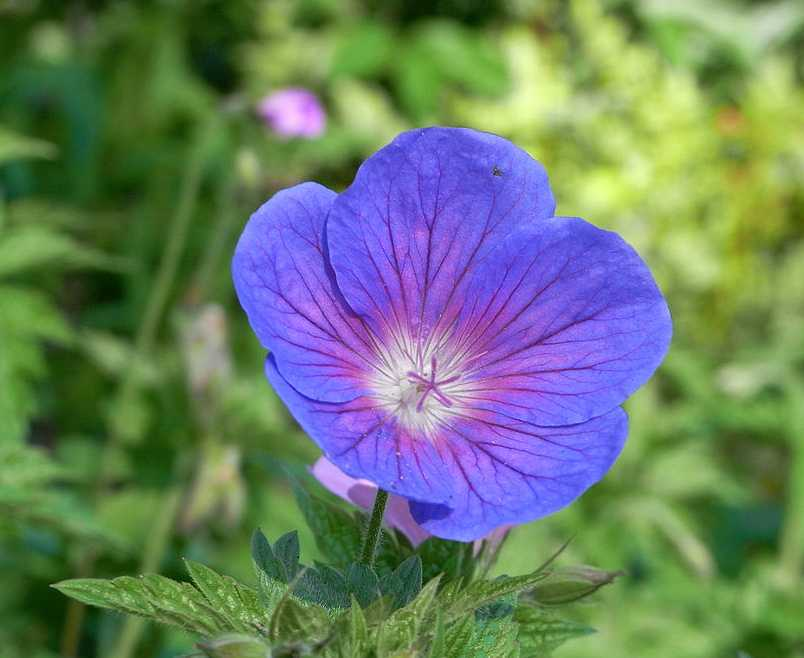
Geranium 'Johnson’s Blue'

Герань гималайская отличается высокой декоративностью и устойчивостью. Разрастается медленно. В культуре с конца XIX века.
Почвы: рыхлые, хорошо дренированные. Не выносит почв с высоким содержанием гумуса и избыточным увлажнением. Предпочитает солнечные места, но может выращиваться и в лёгкой полутени. Засухоустойчива.
Размножают осенью отрезками корневищ с почкой, а также семенами.
Использование: в рокариях и бордюрах.

## Сорта
- Geranium himalayense 'Baby Blue'. Высота растения около 30 см, ширина 35 см. Цветки диаметром около 50 мм, фиолетово-синие, жилки почти незаметны[4].
- Geranium himalayense 'Gravetye'. Высота растений около 30 см[5]. По другим данным около 50 см. Цветки чашевидные, фиолетово-синие с красновато-фиолетовой серединой вокруг белого центра[6]. По другим данным цветки почти синие по краям и слегка пурпурные ближе к центру. Середина цветка белая, на лепестках хорошо заметны эффектные красноватые прожилки. Диаметр цветка больше чем у 'Plenum' и номинальной формы[7]. Диаметр цветка 45 мм[5].
- Geranium himalayense 'Irish Blue'. Высота растения около 30 см, ширина 35 см. Цветки чашевидные, диаметром около 35 мм, фиолетово-синие со слабо развитой красновато-фиолетовой серединой вокруг белого центра. Жилки тёмные[8].
- Geranium himalayense 'Plenum' ('Birch Double'). Цветки фиолетовые махровые. По форме напоминает старинные розы. В тени цветёт только на богатой почве[9].

## Сорта гибридного происхождения
- Geranium 'Jonson’s Blue' =(Geranium himalayense × Geranium pratense)[7]. Отличается длительным, обильным цветением[3]. Высота куста около 50 см, ширина около 35 см. Цветки около 45 мм в диаметре, простые, лепестки голубые, в основании светлеющие[10].
- Geranium 'Rozanne' (syn. 'Jolly Bee'[11]) =(Geranium wallichianum 'Buxton’s Variety' × Geranium himalayense). Отличное почвопокровное растение: один экземпляр уже в начале лета легко накрывает полтора квадратных метра – побеги достигают до метра в длину. Высота растения 30—40 см, ширина около 60 см. Цветки крупные (до 5 см в диаметре) колокольчиково-синие с небольшой примесью фиолетового, центр белый. Каждый лепесток украшают около пяти радиальных пурпурных штрихов. Синева особенно четко проявляется утром и вечером, а также в прохладную погоду. В летнюю жару цветки приобретают лавандово-фиолетовый тон. 
У герани 'Rozanne' есть два сорта. Герань 'Azure Rush' обладает более бледными сиреневыми цветками с белым центром, зато они крупнее, чем у исходника. Побеги гораздо короче, поэтому куст меньше, чем у 'Rozanne'. Герань 'Lilac Ice' ещё компактнее и цветёт не столь обильно. Это, скорее, коллекционный сорт. В зависимости от погоды цвет цветков меняется от бледного холодно-лилового до холодного розового с металлическим отливом. Окраска лепестков однотонная, без белого центра[12]. В немецких садах она может цвести с конца мая до ноября – 6 месяцев. Данный сорт был признан растением века на юбилейном сотом Цветочном шоу в Челси-2013[13][14][15].